# باوني
باوني (بالإنجليزية: Pawnee)‏ هي قبيلة معترف بها فدراليا من الهنود الحمر من الغرب الأوسط في السهول العظمى وكانوا يعيشون في معظم نبراسكا وكانساس، وهم يقيمون حاليا في ولاية أوكلاهوما. ويتحدثون إحدى لغات الكادوان ويعرفون باسم أمة باوني. القبيلة لديها أربع نطاقات مستقلة: شاوي (الكبرى)، كيهيخاكي (ريبوبليكان)، بيتاهاواريتاو (أكلو الذرة) سكيدي (الذئب).
كان شعب باوني في تاريخه من أشباه الرحل وعاشوا في المقام الأول على الزراعة والفلاحة. كانوا يعيشون في قراهم الدائمة ويزرعون القرع والذرة وغيرها من الأطعمة. وكانوا يتركون قراهم للذهاب في رحلات صيد الجاموس السنوية بينما كانوا يستخدمون خيام التيبي في هجراتهم. كانوا يصيدون أيضا الدب الأسود والنمر والأرانب والأيائل. كانت باوني هي القبيلة المهيمنة على السهول الوسطى في أوائل القرن التاسع عشر وبلغ تعدادهم أكثر من 10,000 نسمة، وقعت قراهم العديدة بالقرب من مناطق أنهار بلات وميسوري وريبوبليكان. 
لعبت الحرب جزءا يوميا في حياة الباوني مثل غيرهم من هنود السهول، خاصة بعد امتلاكهم للخيول التي مكنتهم من هزيمة أعدائهم، رغم أن الإغارة على الأقدام كانت لا تزال التكتيك المفضل لديهم. نجا الباوني من بعض الأمراض المعدية التي جلبها الأوروبيون وأهلكت القبائل الأخرى في الغرب. بحلول عام 1863، قضت الأمراض على السكان ووصل عددهم إلى نحو 5800 نسمة، ولكن بحلول عام 1868، انخفض عددهم بسبب الحروب مع القبائل الأخرى مثل سيو وبونكا وشايان إلى الشمال، وكومانتشي وأراباهو وكيوا إلى الجنوب إلى حوالي 1000 نسمة. في أوائل عقد 1870، وذلك بسبب الضغط من توسع المستوطنين البيض نحو الغرب وهلاك قطعان الجاموس، فتنازل الباوني عن معظم أراضي صيدهم التقليدية وأماكن عيشهم إلى حكومة الولايات المتحدة، وبعد هذا تم نقلهم بالقوة إلى أوكلاهوما في 1877. أنقصت الأمراض والحروب والفقر والمجاعة من تعداد القبيلة ليصل إلى 650 فقط. دخل محاربو الباوني في جيش الولايات المتحدة ضمن الكشافة وقاتلوا في عدة صراعات أثناء الحروب الهندية، واكتسبوا سمعة بكونهم وحدة مدربة جيدا، خصوصا في تعقب معسكرات العدو المعادية. يعيش أكثرهم اليوم في محميات متباعدة في أوكلاهوما. هناك حوالي 4200 فرد نقي الدم من باوني. وبإمكان 76 فردا فقط من القبيلة تحدث اللغة اليوم.

## وصلات خارجية
- Pawnee Nation, official website
- Pawnee Indian Tribe, Access Genealogy
- Pawnee Indian History in Kansas
- Pawnee Indians - Their Lands, Allies and Enemies
- Pawnee Indian Village Museum, A museum featuring the excavated floor of a large 1820s Pawnee earth lodge and associated artifacts, Kansas State Historical Society
- "Kansas Monument Site", Archaeophysics, describes technique and findings of non-invasive imagery of a Pawnee 18th-19th-century archaeological site located on the Republican River.